# 2084 Okayama
2084 Okayama eller 1935 CK är en asteroid i huvudbältet, som upptäcktes den 7 februari 1935 av den belgiske astronomen Sylvain Arend i Uccle. Den har fått sitt namn efter den japanska staden Okayama.
Asteroiden har en diameter på ungefär 18 kilometer.